# Insuetifurca fujiense
Insuetifurca fujiense är en djurart som tillhör fylumet trögkrypare, och som först beskrevs av Ito 1997.  Insuetifurca fujiense ingår i släktet Insuetifurca och familjen Macrobiotidae. Inga underarter finns listade i Catalogue of Life.